# Métlaoui
Métlaoui (em árabe: المتلوي; romaniz.: Al Mitlawī) é uma vila e município do sudoeste da Tunísia. O município faz parte da província de Gafsa e em 2004 tinha 37 099 habitantes. No mesmo ano, a delegação de Métlaoui tinha 38 938 habitantes.
A cidade situa-se 40 km a sudoeste-oeste de Gafsa, 54 km a nordeste de Tozeur, 217  a noroeste de Gabés, 240 km a oeste sudoeste-oeste Sfax e 400 km a sul de Tunes (distâncias por estrada). A cidade é uma mistura confusa de velhas casas francesas de aspeto minúsculo ao lado enormes equipamentos de mineração e transporte.
A principal atividade da cidade é a mineração de fosfatos. É igualmente um nó ferroviário importante para os comboios que transportam o fosfato para o porto de Sfax. Métlaoui tem um museu de história natural onde está exposta uma coleção de fósseis descobertos durante as campanhas de exploração do subsolo para perfuração das minas. Outra das atrações turísticas locais é o chamado "Lagarto Vermelho" (Lézard rouge), um comboio turístico que faz o percurso entre Métlaoui e Redeyef, ao longo de 43 km, atravessando as célebres gargantas de Selja.[carece de fontes?]

## História
A história da região remonta à Pré-história — a oeste da cidade, na zona agrícola de Sagdoud, encontram-se vestígios pré-históricos na forma de numerosos monumentos megalíticos. Em Bir El Hmara, Bir El Hmairia e Gourbata há também vestígios da Cultura Capsiana. Do período cartaginês há vestígios de fortes construídos no cimo de montes. Nas gargantas de Selja há ruínas romanas, nomeadamente em El Mkhifia, que eincluem muralhas de defesa. O limes, a fronteira romana, passava entre Chebika e o sul de Métlaoui (locais que distam 51 km em linha reta, embora atualmente por estrada a distância seja 85 km).[carece de fontes?]
Na Idade Média a região assistiu à chegada dos árabes. Os Hammama instalaram-se na planície de Sidi Bouzid, enquanto que os Ouled Bouyahia se instalam em Métlaoui.[carece de fontes?]
Quando criaram o protetorado, no terceiro quartel do século XIX, os franceses encontraram na região uma população  agrícola e pastoril. A cidade conheceu um acentuado desenvolvimento sob o domínio colonial francês, devido à descoberta em 1885 de uma rica jazida de fosfatos no sopé do Djebek Selja, a alguns quilómetros da cidade, pelo veterinário militar e geólogo amador Philippe Thomas. A exploração industrial do fosfato foi iniciada em 1896, com a concessão ferroviária atribuída à Companhia dos Fosfatos e dos Caminhos de Ferro de Gafsa e a construção da linha ferroviária entre Métlaoui e Sfax, numa extensão de 250 km, o que permitia o transporte do mineral para o porto, onde era processado e exportado.
O trabalho nas minas era assegurado principalmente por trabalhadores que foram trazidos da Argélia, Líbia e Sudão, pois os locais mostraram-se inicialmente relutantes em fazer esse trabalho e depois foram excluídos por se recear que lutassem por melhores condições de trabalho, as quais eram péssimas. A companhia mineira não providenciava qualquer tipo de alojamento e os mineiros apinhavam-se em bairros de lata sem quaisquer condições sanitárias. Um terço dos trabalhadores iniciais abandonava o trabalho devido a acidentes, pelos quais não eram pagas quaisquer indemnizações. Para evitar a criação de sindicatos era feita uma rotação frequente de trabalhadores e instigavam-se as os confrontos entre os diversos grupos étnicos, pagando mais aos argelinos do que aos líbios e a estes mais do que aos sudaneses. Eram frequentes os confrontos entre trabalhadores e uma vez os argelinos incendiaram o bairro de lata dos líbios, provocando a morte a mais de cem pessoas. Só na década de 1930 é que os sindicatos conseguiram unir os mineiros para lutarem por melhores condições em vez de lutarem entre eles e as condições melhoraram substancialmente.
Nos últimos anos, as reservas de fosfato têm vindo começaram a escassear, o que provocou um elevado desemprego e a uma grande vaga de emigração, nomeadamente para as cidades mais ricas do Sahel tunisino; em Sousse, por exemplo, há um subúrbio chamado Moulares (o nome de uma localidade próxima de Métlaoui), onde vivem imigrantes da região. Na atualidade, a maior parte do fosfato produzido na Tunísia (o quarto maior produtor mundial) é extraído nos arredores de Métlaoui. A maior parte das instalações da Companhia dos Fosfatos de Gafsa (CPG) situa-se em Métlaoui, onde estão as direções de produção, de manutenção, de investigação, aprovisionamento e outros departamentos diretamente ligados à produção.[carece de fontes?]
Na primavera de 2008, a cidade foi palco de um movimento social provocado por um escândalo ligado a um concurso de entrada para CPG, que estalou sobre um fundo de clima social degradado. Apoiado por personalidades ligadas ao sindicalismo, os manifestantes denunciaram a corrupção e as suas más condições de vida (desemprego, doenças causadas pela exploração mineira e pobreza). As manifestações foram violentamente reprimidas, tendo morrido dois jovens. Os militantes envolvidos, condenados à prisão em dezembro de 2008 por associação criminosa e rebelião armada, foram reintegrados no ensino em março de 2011, a seguir à revolução tunisina.
Em junho de 2011, na sequência de rumores de favorecimento de membros de uma tribo na CPG, registaram-se quatro dias muito agitados, com pilhagens, roubos e homicídios, que causaram 12 mortos e 150 feridos.